# 살리카 법전

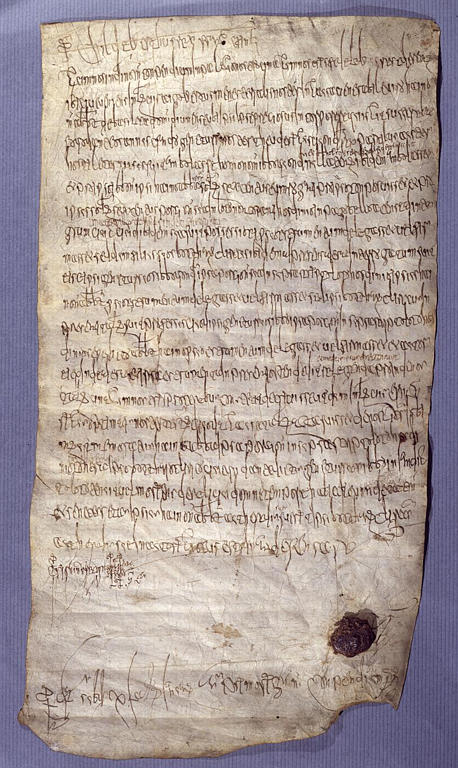
킬데베르투스 4세의 판결문, 살리카법을 판결 근거로 들었다.

살리카 법전(라틴어: Lex Salica)은 살리족(族) 프랑크의 부족법전(部族法典)이다. 이 법전 자체를 가리키는 고유명사이면서 여성의 왕위 계승이나 여계 왕손을 인정하지 않는 제도를 통틀어 가리키는 일반명사이기도 하다. 즉, 여성의 왕위 즉위 금지법을 뜻하기도 한다. 게르만 민족의 대이동을 거쳐 고전문화의 세례(洗禮)를 받은 결과 편찬(編纂)된 라틴어의 이른바 만인법(蠻人法)·부족법(部族法) 중의 하나이다. 다른 게르만의 부족법전에 비해 게르만 고래의 전통이 가장 강하다. 5, 6세기에 성립(클로비스가 죽은 511년 이전)된 것으로, 살리족이 프랑크의 중심세력이 되었기 때문에 리부아리아 법전이나 프랑크 제국법(帝國法)에 적지 않은 영향을 주었을 뿐만 아니라, 이를 통하여 후대의 유럽 제법(諸法)에도 강한 영향을 미쳤다.